# 兰州新区
兰州新区位于中华人民共和国甘肃省兰州市永登县上川、树屏以及皋兰县西岔、水阜、中川、秦川、6个乡镇。截止2022年兰州新区GDP：342亿元。2023年兰州新区预计地区生产总值增长10.1%，常驻人口突破60万。到2025年GDP达500亿、人口达80万人。
兰州新区连续三年获评“中国最具投资吸引力新区”。

## 历史
2012年8月20日，国务院国函〔2012〕104号文件印发了《国务院关于同意设立兰州新区的批复》，批复甘肃省《关于设立兰州新区的请示》，同意设立兰州新区，原则同意《兰州新区建设指导意见》。兰州新区成为中国继上海浦东新区、天津滨海新区、重庆两江新区、浙江舟山群岛新区后第五个国家级新区。
2022年6月16日18时58分，兰州新区境內的秦川精细化工园区的甘肃滨农科技有限公司污泥干燥车间发生爆炸事故，造成6人死亡，8人受伤。
2023年6月5日，兰州市人民政府关于变更永登县、皋兰县部分行政区域界线的通告，将永登县秦川镇、中川镇2个建制镇和全部40个建制村、15个社区划入皋兰县，镇政府驻地、名称不变，继续由兰州新区托管。

## 管辖范围
| 行政隶属 | 行政隶属 | 直管区                          | 代管区                 |
| -------- | -------- | ------------------------------- | ---------------------- |
| 兰州市   | 永登县   | 无                              | 上川镇、树屏镇         |
| 兰州市   | 皋兰县   | 中川镇、秦川镇、西岔镇7个行政村 | 西岔镇其余辖区、水阜镇 |

## 管理机构
由兰州新区党工委、管委会进行管理，下设中川、秦川、西岔三个园区。

## 交通

### 公路
- 341国道过境。

### 铁路
中川城际铁路

### 民航
兰州中川国际机场位于新区中川镇。